# Carrera (béisbol)

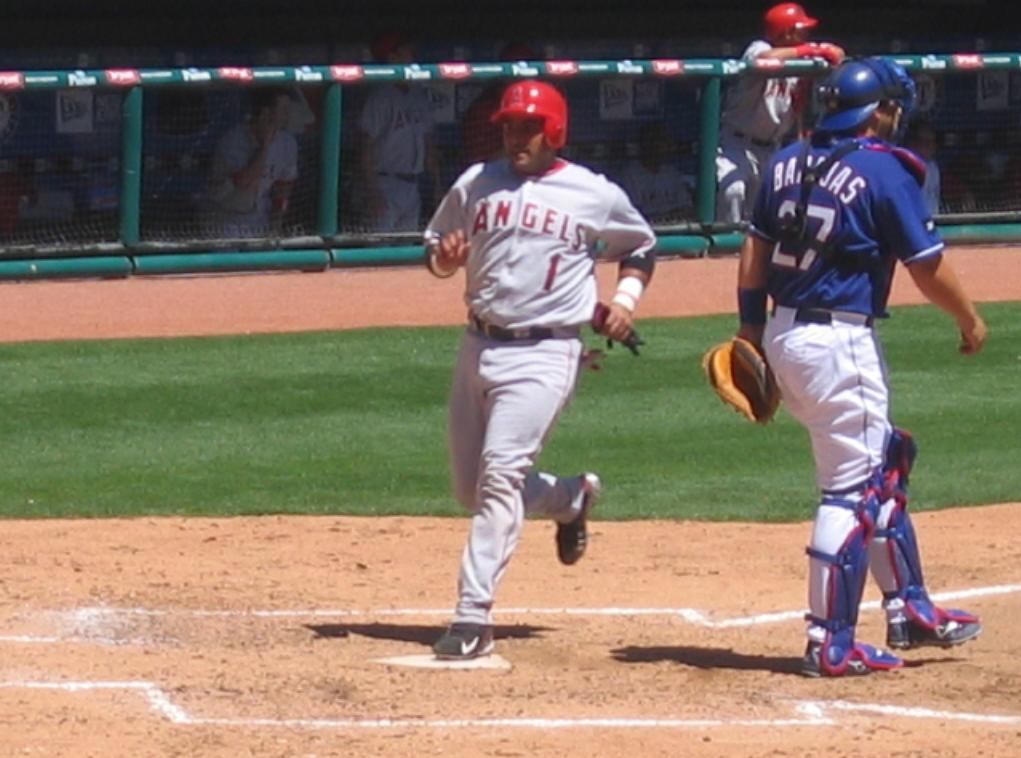
Bengie Molina, receptor de Los Angeles Angels of Anaheim, anota una carrera al tocar el home plate luego de recorrer todas las bases.

En béisbol, una carrera es una anotación —de manera análoga a la cesta en baloncesto, al punto en tenis y voleibol y al gol en el fútbol y otros deportes— de manera que el número de carreras define al equipo ganador en un partido, ganando aquel que más carreras logre anotar.
Para anotar una carrera, el jugador debe avanzar sobre la primera, segunda y tercera base y regresar al home plate, tocando las bases en ese orden, antes de que se registren tres outs en la pizarra. Durante el recorrido, el jugador debe haber alcanzado cada base sin haber sido puesto out.

## Validez
Dependiendo de la situación en la que ocurre la jugada y el conteo en el marcador, el jugador que alcanza a tocar el home plate puede anotar o no una carrera válidamente. Por ejemplo, un jugador puede conectar un home run o bien aprovechar cualquier combinación de maniobras que lo pongan como corredor "quieto en base" (bien sea primera, segunda o tercera), para, posteriormente, traerlo al plato.
Si hay dos outs al inicio de la jugada, para que una carrera sea válida el bateador debe alcanzar la primera base y los corredores en base que se hallan obligados a avanzar hacia la siguiente base deben llegar a la siguiente base cuando se batea la bola. La carrera deja de ser válida si el corredor que viene de tercera base cruza el plato aún antes que:
- el bateador sea puesto out en primera luego de batear un rolling o
- el batazo salga elevado y sea capturado.

Del mismo modo, si habiendo un out en la pizarra al inicio de la jugada el bateador envía un rolling que resulte en doble play, la eventual carrera no se registrará aun si el jugador cruza el plato antes de que se realice el tercer out. 
Si durante la jugada la bola no es conectada por el bate, el corredor que llegue al home plate antes de que se registre el tercer out anotará una carrera válida. Por ejemplo, con corredores en primera y tercera, el corredor en primera base intenta robar la segunda; el corredor de tercera corre hacia el plato, mientras que el corredor de primera base entra en jugada de rundown. Si el corredor que viene de tercera anota antes de que el corredor situado originalmente en primera base sea puesto out, entonces la carrera es válida.

## Conteo estadístico
Además de servir para indicar al equipo ganador en el marcador de un partido, las carreras entran en la contabilidad estadística de otros varios indicadores. Así por ejemplo, se denomina carrera limpia a aquella que se produce sin comisión de errores por parte de la defensiva contraria. Esta estadística es útil para el cálculo del promedio de carreras limpias permitidas, conocido también como efectividad. De manera opuesta, una carrera sucia es una anotación realizada como consecuencia de un error defensivo contrario y no cuenta en el cálculo de la efectividad del lanzador.

### Ofensivo
A aquel jugador que avance sobre todas las bases para puntuar se le atribuye una carrera impulsada
ta en sus estadísticas personales. Mientras que el total de carreras anotadas tiene importancia en las estadísticas individuales de bateo, usualmente se le atribuye menos importancia que el total de carreras remolcada siendo este último uno de los elementos evaluados para el otorgamiento de la llamada Triple Corona, un indicador de rendimiento excepcional en un jugador ofensivo.

### Defensivo
El lanzador también es evaluado —un índice llamado "efectividad"— en función del número de carreras permitidas, que se diferencian entre carreras limpias, cuya responsabilidad es totalmente asignada a las estadísticas personales del lanzador y las carreras sucias, cuya responsabilidad es compartida, pues son anotadas debido a errores defensivos. Si el lanzador es cambiado mientras hay un corredor en base y dicho jugador llega finalmente a anotar una carrera, ésta se le contabiliza al lanzador que permitió embasarse al anotador, aun cuando aquel ya no estuviese lanzando al momento de anotarse la carrera.